# Sorinne-la-Longue
Sorinne-la-Longue (en wallon Sorene) est une section de la commune belge d'Assesse située en Wallonie dans la province de Namur.
Elle fut érigée en commune  1874, elle est alors détachée de la commune d'Assesse.
C'était une commune à part entière avant la fusion des communes de 1977.

## Évolution démographique
- Source: DGS, 1831 à 1970=recensements population, 1976= habitants au 31 décembre

## Patrimoine
- Eglise Notre-Dame, datée de 1846 en style néo-classique[1].
- Château de Sorinne, rue du Centre. Bâtisse de style néo-classique de la première moitié du XIXe siècle[1].